# Moontrap
Moontrap is een Amerikaanse sciencefiction/horrorfilm uit 1989 van regisseur Robert Dyke.

## Verhaal
Een astronaut vindt in een wrak dat in de ruimte zweeft een artefact. Terug op aarde gaat het ding open en bouwt zichzelf om tot allesvernietigende robot. Als de machine uiteindelijk kan worden vernietigd, ontdekt men dat het van de maan afkomstig is. Dus besluit men na vele jaren weer een expeditie naar de maan te sturen om te kijken of er daar nog meer van die dingen liggen te wachten. De twee astronauten Jason Grant en Ray Tanner ontdekken geen nieuwe machines, ze vinden echter wel een verlaten basis en een capsule met daarin een buitenaardse vrouw. Maar dan ontwaken de machines en ze hebben weinig goeds in de zin.

## Rolbezetting
| Acteur           | Personage           |
| ---------------- | ------------------- |
| Walter Koenig    | kolonel Jason Grant |
| Bruce Campbell   | Ray Tanner          |
| Leigh Lombardi   | Mera                |
| Robert Kurcz     | Koreman             |
| John J. Saunders | Barnes              |
| Reavis Graham    | Haskell             |
| Tom Case         | Beck                |